# Taschenbergpalais
Het Taschenbergpalais is een luxe hotel in de binnenstad van de Duitse stad Dresden. Het hotel ligt nabij het Residenzschloss Dresden en de Zwinger.

## Geschiedenis
Het paleis werd gebouwd tussen 1705 en 1708 door architect Johann Friedrich Karcher voor gravin Anna Constanze von Hoym. In de Tweede Wereldoorlog werd het gebouw in 1945 tijdens het Bombardement op Dresden verwoest. Gedurende de DDR-periode werd er niets met het terrein gedaan.

## Hotel
In 1992 werd een begin gemaakt met het opnieuw bouwen van het paleis. De kosten voor de wederopbouw waren 127,8 miljoen euro. Op 31 maart 1995 werd het als hotel geopend door de vijfsterrenketen Kempinski. De officiële naam is: Kempinski Taschenbergpalais Dresden. het hotel heeft 182 kamers en 32 suites. Er zijn 5 horecagelegenheden. Het hotel is verbonden met het Residenzschloss door middel van een loopbrug.

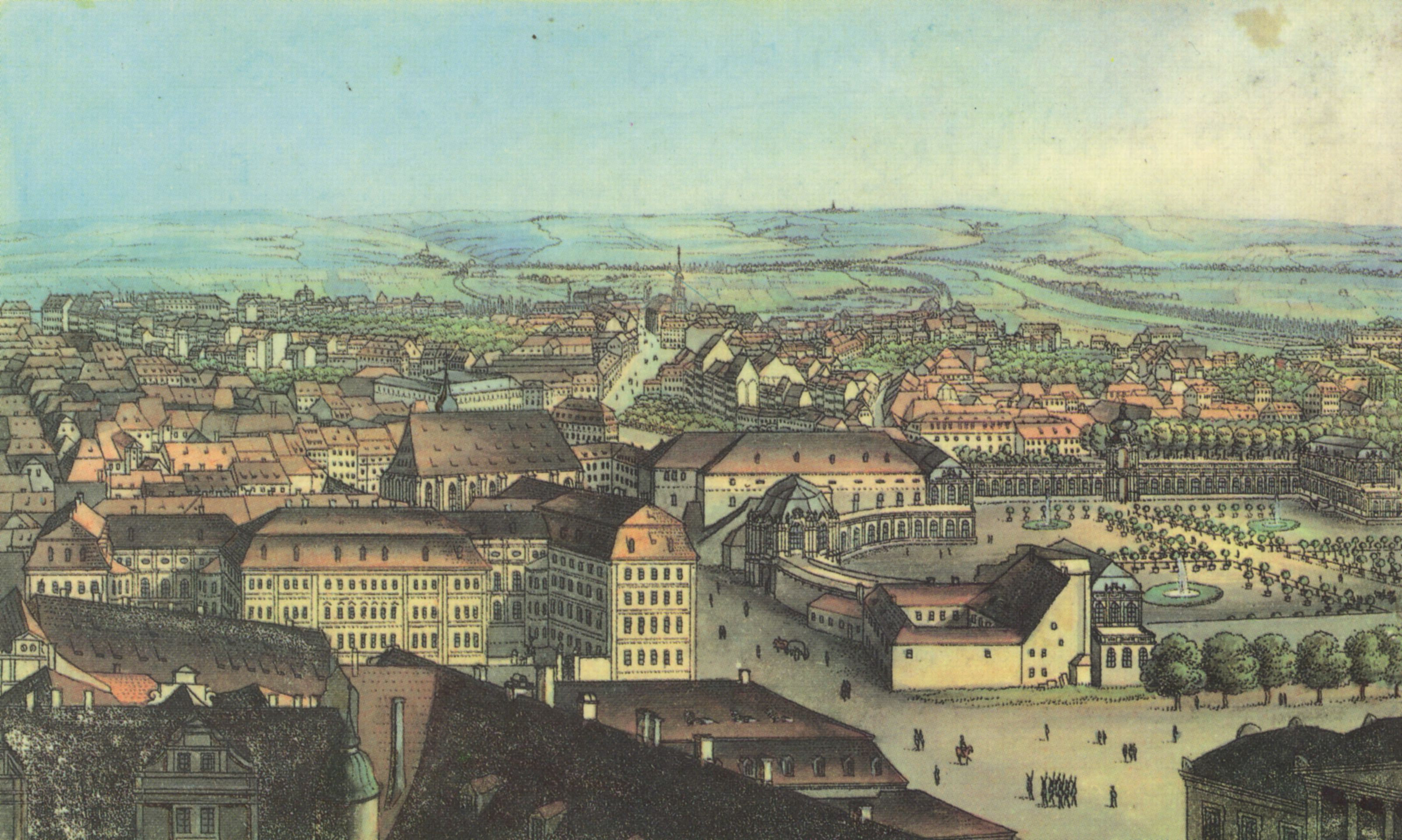
Het paleis in 1850
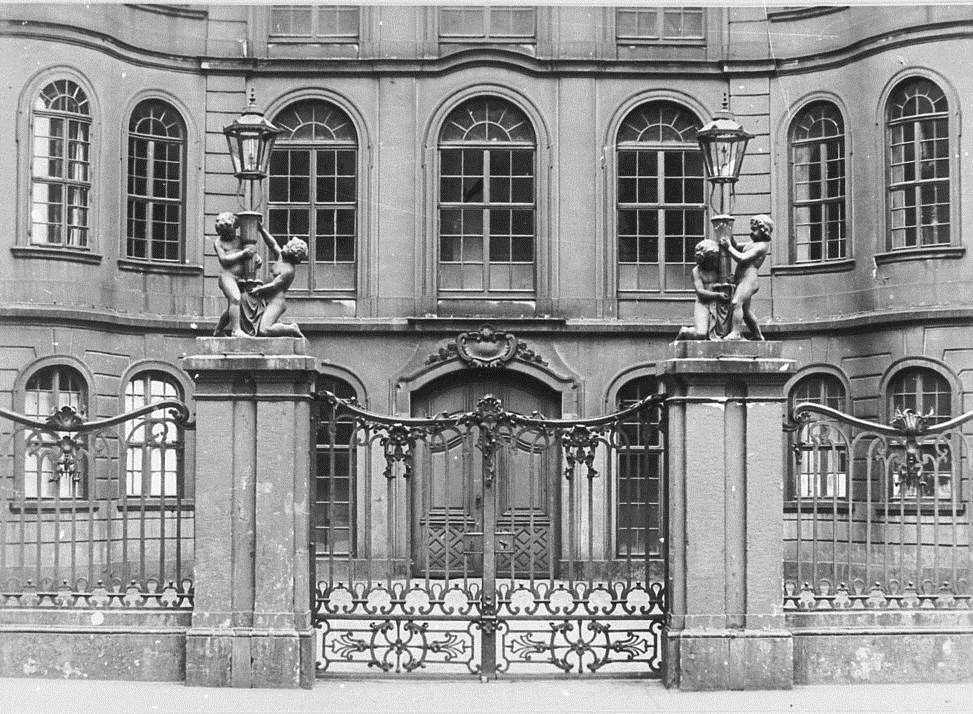
Oostzijde, 1904
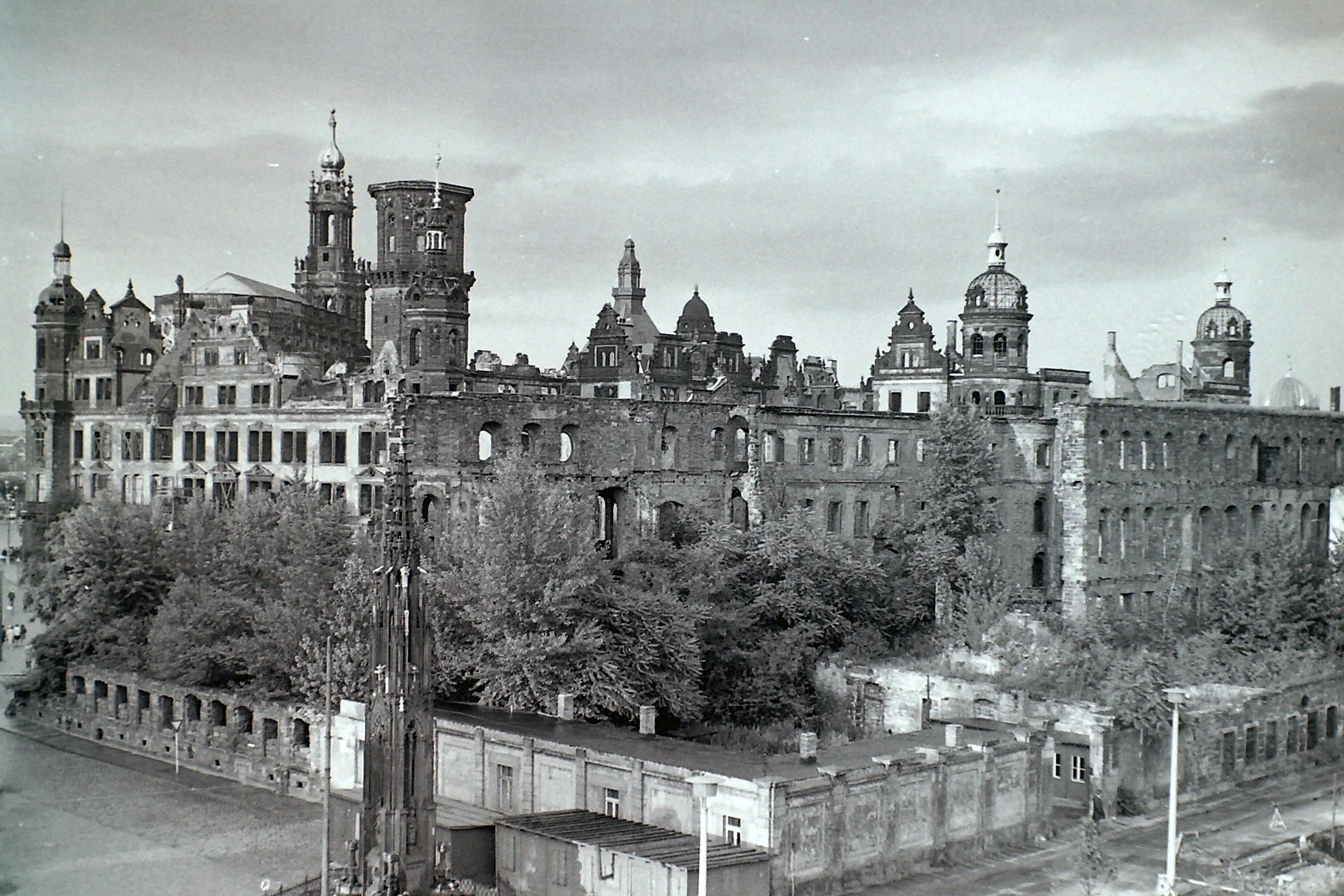
De ruïne van het Residenzschloss met op de voorgrond de overwoekerde resten van het Taschenbergpalais (1968)
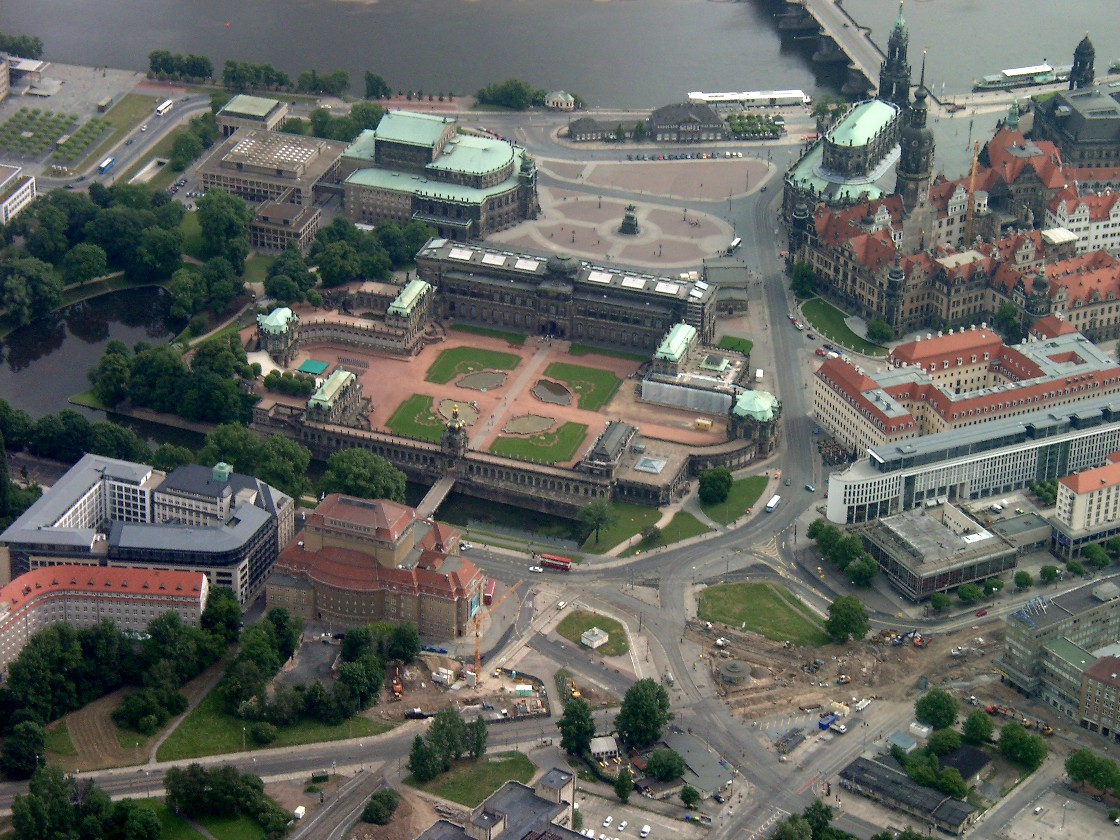
luchtfoto van de Zwinger met rechts het Taschenbergpalais (2006)
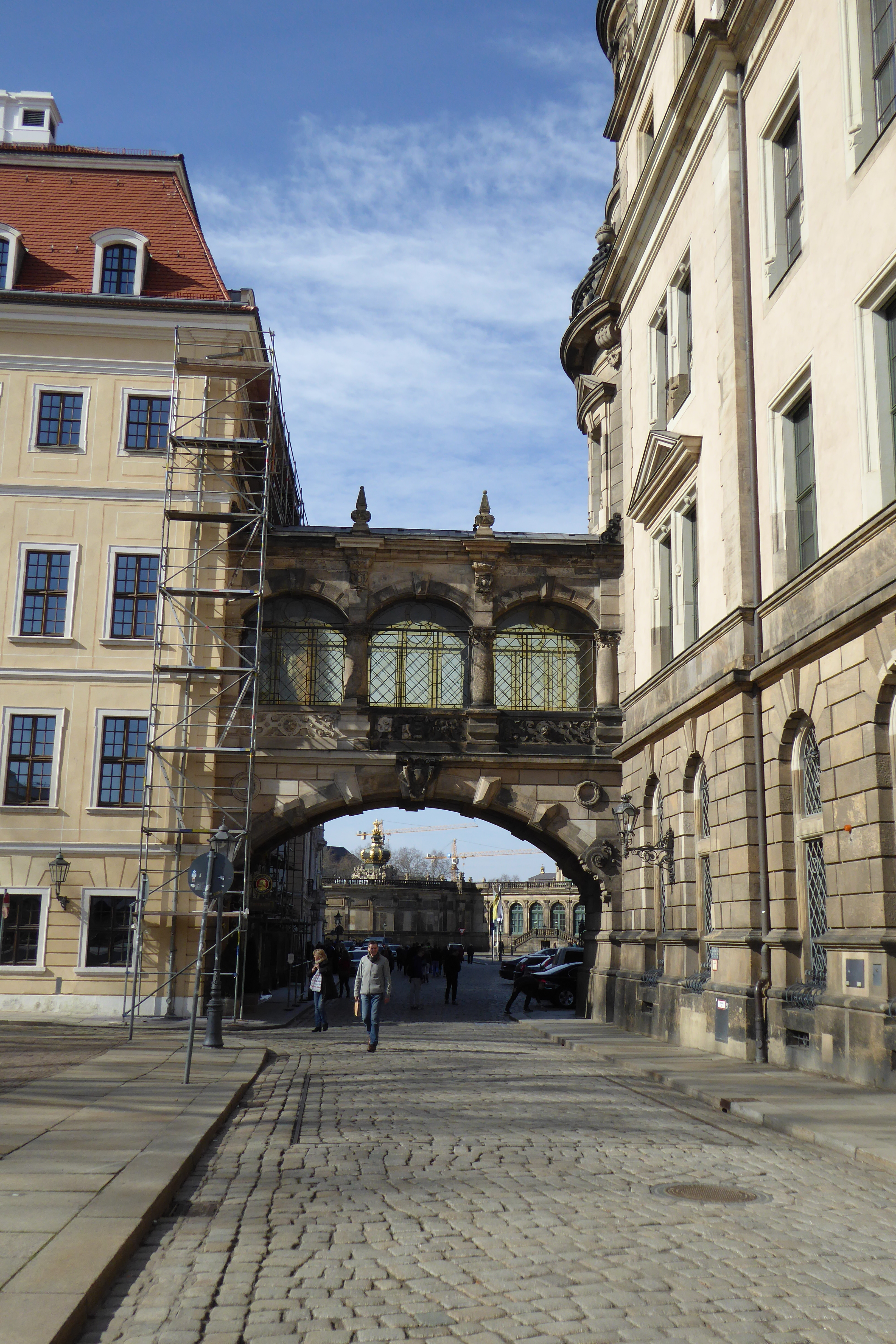
Loopbrug